# رودولف رایشلت
رودولف رایشلت (آلمانی: Rudolf Reichelt; ۲۴ مارس ۱۸۹۰ – نامشخص) قایقران روئینگ اهل آلمان بود.